# Terequeca (condado)
O Condado de Terequeca, ou Terekeka, é uma divisão administrativa de Equatória Central, Sudão do Sul. A sede é a cidade de Terequeca, encontrando-se à margem oeste do Nilo Branco e distanciando-se 85 km ao norte de Juba. Terequeca significa "o esquecido" no dialeto local.